# Ron Stabinsky
Ron Stabinsky (Pennsylvania, circa 1980) is een Amerikaanse jazzpianist.

## Biografie
Stabinsky kreeg zijn eerste muzieklessen toen hij vijf was, van zijn opa. Vanaf 2000 studeerde hij bij Edna Golandsky in New York, daarnaast kreeg hij klassiek pianoles bij concertpianist Ilya Itin. Stabinsky werkte vanaf 2002 als solist; zijn mentor was Bill Dixon, die hem aanzette tot experimentele spelwijzen. In 2007/08 had hij een duo met saxofonist Jack Wright, opnames met hem verschenen in 2015 op de plaat Just What You Need Today (Spring Garden Music). Hij werkte samen met o.m. David Taylor, Cris Kirkwood en Dave Liebman en trad op tijdens allerlei jazzfestivals, zoals het Newport Jazz Festival, North Sea Jazz Festival en Moers Festival.
Sinds 2013 speelt Stabinsky in de groep Mostly Other People Do the Killing, te horen op de albums Red Hot (2013), Blue (2014), Mauch Chunk (2015), Loafer's Hollow (2016) en Paint (2017). Hij speelde mee op plaatopnames van Charles Evans en Peter Evans. Na een soloplaat met eigen composities (Free for One, 2015) nam hij in 2016 met de groep Talibam! (met Matthew Mottel en Kevin Shea alsook Matt Nelson) het album Hard Vibe (ESP-Disk) op. In een trio met Jonathan Fowler en Elizabeth Pfaffle speelde hij mee op Wilderness (Mark Records, 2016).